# How Deep Is the Ocean?

How Deep Is the Ocean? (en français : « Quelle est la profondeur de l'océan ? ») est une chanson populaire écrite par Irving Berlin en 1932, devenue un standard de jazz.

## Histoire
La chanson a été développée à partir d'une chanson antérieure de Berlin : To My Mammy, chantée par Al Jolson dans le film Mammy (1930). Dans cette chanson, les paroles incluent les questions How deep is the ocean? / How high is the sky? (« Quelle est la profondeur de l'océan? / Quelle est la hauteur du ciel? »), qui sont la genèse de How Deep Is the Ocean?,.
La chanson a été écrite à un moment difficile de la vie professionnelle et personnelle de Berlin, et dans le contexte de la Grande Dépression, et elle fait partie des rares titres de son groupe présentés à la radio plutôt que sur scène ou au cinéma. La chanson est une série de questions posées les unes après les autres, la seule exception étant le deuxième vers : I'll tell you no lie. (« Je ne te dirai aucun mensonge »). Cette chanson, ainsi que Say It Isn't So (« Dis-moi que ce n'est pas vrai »), remportent un énorme succès en 1932 et ramènent Berlin au sommet.
Plusieurs versions populaires de How Deep Is the Ocean? sortent en 1932 : de Guy Lombardo (chantée par Carmen Lombardo (en)) ; de Paul Whiteman and His Orchestra (chantée par Jack Fulton (en)), qui est la première à avoir réellement rendu ce titre populaire, ; de Rudy Vallée (chantée par Ethel Merman) et Bing Crosby l'interprète à son tour. Dans les années 1940, Alfredo Antonini et son orchestre collaborent avec Victoria Cordova et John Serry Sr. pour enregistrer la chanson pour Muzak.
How Deep Is the Ocean? fait partie des standards de jazz depuis que la popularité de la composition jazz de cette chanson est établie avec l'enregistrement de Benny Goodman (chantée par Peggy Lee), en 1941,. Coleman Hawkins fait une nouvelle version jazz populaire en 1943 et Charlie Parker enregistre une ballade en 1947,.
Le titre a par la suite été repris à de nombreuses reprises, notamment par Nat King Cole (1945), Artie Shaw (1946), Stan Getz (1952), Miles Davis (1954), Billie Holiday (1954), John Coltrane (1956), Al Hirt (1962), Art Blakey (1981), Chet Baker et Paul Bley (1985), Roy Haynes (2002) et Fred Hersch (2006) et Eric Clapton (2010).